# Togos flag
Togos flag blev taget i brug 27. april 1960. Det har grønne bånd og to lige store horisontale gule striber og med en fem-takket stjerne på rød bund øverst ved masten. Den benytter sig af Etiopiens pan-afrikanske farver, men mønsteret minder om Liberia.
| Flag | Spire Denne artikel om flag eller vexillologi er en spire som bør udbygges. Du er velkommen til at hjælpe Wikipedia ved at udvide den. |